# 상하이 공공 조계
상하이 공공조계(上海公共租界, 영어: Shanghai International Settlement)은 미국과 영국을 중심으로 공동의 행정 및 무역, 생활이 이루어지던 구역으로서, 공공조계라는 명칭을 사용하기 시작한 시점을 기준으로 하여 1863년부터 1945년까지 존속하였다. 반대로 단일 국가에 의해 행정 및 무역, 생활이 이루어진 조계를 전관조계(專管租界)라고 불렀다. 난징 조약과 톈진 조약에 의해 기본적으로는 청의 영토 주권이 인정되었으나, 이것은 실질적으로 지켜내기에는 청의 지방 행정의 문제와 치외법권의 문제, 상하이 공부국과 같은 조계 행정 기구의 이권 추구 등의 문제가 존재하였다. 이에 따라 대단히 독특한 형태의 사회가 형성되었으며, 조계가 철폐된 1945년이후에도 그 영향이 크게 미치게 되었다.

## 역사
제1차 아편 전쟁의 결과로 영국과 청나라는 1842년 난징 조약을 체결하였다. 이후 이 조약의 내용을 보다 명확히 하기 위해 후속 조약인 후먼 조약이 다시 체결되었다. 후먼 조약에서 규정된 바에 의해 청나라는 광저우, 푸저우, 샤먼, 닝보, 상하이의 5개항을 무역을 위해 개항하였다. 1842년 최초의 영국 주 상하이 총영사인 조지 발푸어(George Balfour)가 상하이에 부임하였다. 당시 상하이는 상하이현(上海縣)과 바오샨현(宝山縣) 등 몇 개의 현으로 구분되어, 각각의 현에는 지현(知縣)이 배치되어 있었다. 이들 현을 총괄하던 것이 상하이 도(道)였다. 상하이 도에는 도대(道台)라고 불리는 지방관이 존재하였다. 발푸어는 상하이에 부임함과 동시에 당시의 상하이 도대였던 공모지우(宫慕久)와 함께 개항장의 영역 설정 등 개항과 관련된 실제 협의를 진행하였고, 그 결과 1843년 상하이가 완전히 개항되었다. 또한 개항의 결과 외국인 상인의 거주와 생활을 위한 협의가 발푸어와 공모지우 사이에 이어져, 1845년 11월 29일 〈상하이 토지장정〉이 공표되었다. 이후로도 몇 차례 개정되었기 때문에, 이를 흔히 ‘1차 토지장정’이라고도 부른다.
1848년에는 미국이, 1849년에는 프랑스가 각기 청나라와 조약을 체결, 상하이에 조계를 획득하였다. 이들 국가 역시 영국과 청나라 사이의 〈난징 조약〉과 ‘1차 토지 장정’을 답습하였으며, 이는 난징 조약을 통한 5개 항의 개항이 점차 조계라는 시스템으로 형성되어가는 모습을 보여준다. 본래 청나라는 열강의 개항 요구에 대한 대응이자 청조의 전통적인 통치 체제를 고수하기 위한 의도로 중국인과 외국인을 분리시키고자 하였다. 이러한 '화양분리(華洋分離)'의 원칙은 개항장은 물론 이를 기반으로 형성된 조계에 모두 적용되었다.
그러나 이런 청의 의도와는 달리, 상하이에 거주하는 중국인은 여러 이유로 해마다 증가하였다. 우선 경제적 이윤을 목적으로 노동자와 상인들이 몰려들기 시작하였다. 또한 다수의 외국계 상사, 즉 양행(洋行)이 상하이를 비롯한 각 조계에 진출하면서, 이들과 중국인 사이의 상거래를 위해 영어 등 외국어를 할 수 있는 중국계 상인을 중심으로 한 매판(買弁, Comprador)이 등장하였다. 하지만 이들은 모두가 조계에 거주하는 것은 아니었으며, 일부만이 조계 내부에 거주하였다.
조계의 인구를 급격하게 증가시킨 것은 1860년대의 태평천국의 난이었다. 각지에서 전란을 피하여 난민들이 상하이로 몰려들었다. 특히 무엇보다도 민간 비밀결사인 ‘소도회’가 상하이 현성에서 봉기를 일으켜, 상하이 지현을 포함하여 현성에 거주하던 다수의 중산층 이상 중국인들이 대거 조계로 피신하게 되었다. 이를 통해 실질적으로 화양분리의 원칙이 무너졌다. 또한 이를 인식한 상하이 영미프 3국 총영사와 상하이 다오타이 간의 토지장정 개정 논의를 통해, 개정 토지장정의 규정에서 명백하게 화양분리의 원칙을 철폐, '화양잡거(華洋雑居)'가 시작되었다. 이에 따라 다수의 이주민들이 상하이로 모여들게 되었다. 이주민들은 하나의 공동체 의식을 가지며 그들만의 관계망을 구축하였다. 그 결과 이주민들은 '방(房)'이라고 불리는 동향 또는 동업 단체를 만들었는데, 1910년까지 상하이 이주민들의 동업 단체는 무려 90여개에 달했다.
1856년 청나라와 서구 열강 사이에서 벌어진 제2차 아편 전쟁에서 청이 다시 패배한 결과, 톈진 조약이 맺어졌다. 조약에 의해 상하이는 조약 당사국, 즉 조계 보유국의 치외법권이 인정받는 지역이 되었다. 그러나 치외법권은 청의 사법권이 완전히 미치지 않는다는 것을 의미하는 것은 결코 아니었다. 오히려 청의 사법권은 중국인에 대한 사법 행정의 필요성을 이유로, 회심공해(会審公廨, Shanghai Mixed Court)라는 형태로서 잔존하였다. 이는 원칙상 조계가 청나라의 영토로서 여전히 인정되고 있었던 것과도 연관된다. 실제로 치외법권이란, 타국의 영토에 있는 자국민이 타국의 사법권의 대상이 되지 않도록 할 수 있는 특권으로서, 이를 실행하기 위해 현지의 영사가 자국민에 대한 재판권을 행사할 수 있는 ‘영사재판권’과 깊은 연관이 있었다.
소도회의 봉기에 대해 영미프 3국 조계의 거주민들과 3국의 총영사들은 협력하여 자경단을 조직하여 대응하였다. 이러한 협력 체계를 통해, 1860년대 상하이에는 3국 간의 협력에 기반한 조계 행정 시스템이 존재하였다. 이것이 바로 공부국(工部局 : Shanghai Municipal Council)이다. 그러나 1861년 프랑스가 나폴레옹 3세의 의향에 의한 본국의 방침에 따라 이러한 협력 체계에서 탈퇴하고 1862년 전관조계 체제를 확립하였다. 이에 영미 총영사 간의 협의와 조계 거주민들의 논의를 통해, 1863년 9월, 영국과 미국의 조계 구역가 합병되어 상하이 공공조계가 출범하였다.
공공조계의 영역은 이전의 영국 조계와 미국 조계를 합친 영역으로 시작하였다. 그러나 조계의 외국인 거류민 사회는 중국인 이주민들의 인구압에 더해 조계 외부에서 경제적 이윤을 획득하려는 욕망에 의해 청나라에 조계의 확대를 지속적으로 요구하였다. 이에 따라 1899년까지 공공조계의 영역은 지속적으로 확대되었으며, 청에게 받아들여지지 않은 확장 요구까지 합칠 경우 이는 20세기에 들어와서도 지속되었다. 이러한 영역 확장은 물론 기본적으로는 청의 영토임이 받아들여졌다는 점에서 국민 국가적인 영토의 확대나 식민지의 영역 확대와는 명확히 다르지만, 그럼에도 불구하고 식민주의적인 성격이 완전히 없는 것은 아니었다. 예를 들어 조계의 확장은 흔히 기존 조계의 영역 외부로 이어지는 도로의 건설, 즉 월계축로(越界築路, Outside Road, External Road)가 이루어진 영역을 대상으로 하는 경우가 많았다.즉, 도로의 건설과 조계의 확장은 토지에 대한 투기를 통해 궁극적으로는 외국인의 생활권, 즉 해당 지역의 조계 편입이라는 결과를 가져왔다.물론 이러한 도로의 건설은 외국인의 이득을 위한 목적이었다는 점에서도 알 수 있듯이 점차 공부국에 의해 건설되고 관리되어갔다. 19세기 말엽에 이르면 월계축로의 관리는 온전히 공부국의 관할이 되었다. 이는 월계축로 문제에 관해 청과 공부국, 그리고 조계의 각국 영사단(領事団)의 사이에 권한과 정당성에 대한 긴장 관계를 형성하였다.
그러한 긴장 관계는 비단 월계축로만의 문제는 아니었다. 조계 외부에 대한 조계경찰의 경찰 업무 실시, 조계발 수도나 전기 인프라를 조계의 외부에서 사용하는 대가로서 실질적인 세금이 이용자에게 부과되었다는 점 등을 보면, 조계의 경계선은 사실상 지도상의 경계선일 뿐, 식민주의적 침투를 막아줄 수 있는 장벽이 되지는 못하였다. 다만 청나라, 그리고 뒤이은 중화민국의 지방관들이 이러한 상황을 그저 좌시하기만 한 것은 아니었다. 적어도 공공조계의 북부에 해당하는 갑북(閘北)지역의 이권에 대해, 청과 중화민국은 이를 철저히 지켜내는 데 성공하였다. 또한 상하이 도대는 월계축로의 진행과 인프라에 대한 세금 부과 등에 관해 명백히 인지하고 있었으며, 이를 제어하거나 또는 경우에 따라서는 갑북의 발전을 지원하기 위해 이용하기도 하였다.
1870년대 이후 상하이에 전신선이 설치되기 시작하였다. 1870년 유럽과 상하이를 잇는 해저 전신선 설치를 시작으로, 1871년 상하이-나가사키 간 해저 전선이 부설되고, 1872년 영국 로이터통신사가 상하이에 원동지사(遠東支社)를 설치하였다. 뿐만아니라 인쇄기술 역시 발달하여 상하이 신보(上海新報)를 시작으로 1872년 영국인 어니스트 메이저(Ernest Major)가 신보(申報)를 발간하였다. 신보는 초기 600부밖에 팔지 못했으나 3년 사이에 발행부수가 6000부로 10배 가까이 늘어났다. 이러한 인쇄기술의 발달로 1890년대에는 전체 중국인 인구의 60%가 문맹에서 벗어났다.
그러나 이러한 서구 열강의 지배는 1937년 중일전쟁 발발하자 돌변하게 되었다. 일본군의 상하이 주둔으로 일본 제국과 미국, 영국, 이탈리아 왕국의 지배 구역으로 나뉘었다. 이후 영국이 상하이에서 철수하고 1941년 태평양 전쟁 계기로 일본군은 상하이 점령을 본격화하였다. 그러나 전쟁이 불리하게 돌아가자 1943년 상하이 공공 조계는 왕징웨이 정권에게 양도되었고 1945년, 일본 제국의 패망과 함께 왕징웨이 정권이 붕괴하자 상하이 공공 조계는 철폐되고 국민정부에게 흡수되었다.

## 같이 보기
- 상하이 조계
- 중일전쟁
- 왕징웨이 정권
- 국민정부